# Margaret Poyntz
Margaret Georgiana Poyntz, contessa Spencer (St. James's, 8 maggio 1737 – St Albans, 18 marzo 1814), è stata una filantropa inglese.

## Biografia
Margaret, conosciuta come Georgiana dalla sua famiglia, nacque a St James Palace, quarta figlia sopravvissuta di Stephen Poyntz, e di sua moglie, Anna Maria Mordaunt. Suo padre era un diplomatico, che era stato mandato all'Eton College per iniziare una carriera nella società, e alla fine divenne l'amministratore della famiglia del giovane duca di Cumberland e un consigliere privato di Giorgio II. Sua madre, una damigella d'onore della regina Carolina, era la figlia del generale di brigata Lewis Mordaunt e una nipote di John Mordaunt, conte di Peterborough. Georgiana aveva quattro fratelli, tre fratelli e una sorella. 

## Matrimonio
Nel 1754 Georgiana, incontrò il ventenne John Spencer, che aveva ereditato enormi ricchezze dalla sua bisnonna Sarah Churchill, duchessa di Marlborough. Lo considerava "più bello di un angelo", e si sentirono immediatamente attratti l'un l'altro. Spencer era incerto se avrebbe avuto l'approvazione della sua famiglia e ha deciso di trascorrere diversi mesi viaggiando fino al suo ventunesimo compleanno, quando la loro approvazione non sarebbe stata più necessaria. Al suo ritorno la sua famiglia ha riconosciuto che il loro amore era sincero, e poco dopo il suo compleanno si sono sposati in una cerimonia privata il 20 dicembre 1755 ad Althorp. La cerimonia, tenutasi nella camera da letto della madre di Spencer, è avvenuta durante un ballo tenuto in onore di Spencer con cinquecento ospiti presenti. 
Il matrimonio è stato reso pubblico cinque giorni dopo, e la coppia è stata presentata a corte durante l'anno successivo. I loro primi anni insieme furono felici. 
La coppia ebbe cinque figli:
- Georgiana Spencer (7 giugno 1757–30 marzo 1806), sposò William Cavendish, V duca del Devonshire, ebbero tre figli;
- George Spencer, II conte Spencer (1 settembre 1758–10 novembre 1834);
- Henrietta Frances Spencer (16 giugno 1761–11 novembre 1821), sposò Frederick Ponsonby, III conte di Bessborough, ebbero quattro figli;
- Charlotte Spencer (1765–1766);
- Louisa Spencer (nata e morta nel 1769).

I Spencer possedevano molte proprietà sontuose, ma preferivano risiedere ad Althorp. Nel 1764, la famiglia si trasferì nella loro nuova residenza londinese, Spencer House. Destinato ad essere degno della grande collezione di antichità di Spencer, la sontuosa residenza ha impiegato sette anni e 50.000 sterline per la costruzione. 
Gli Spencer erano generosi mecenati di scrittori e artisti e spesso ospitavano rappresentazioni teatrali e concerti a Spencer House. Secondo la biografa Donna T. Andrew, Lady Spencer era "eccezionalmente intelligente e ben educata"; parlava correntemente francese e italiano, possedeva una certa conoscenza della lingua greca ed era "compiuta in botanica". La sua corrispondenza con Mrs Howe "è considerata la più grande raccolta privata di lettere della British Library". Lady Spencer era conosciuta come filantropa tra i suoi contemporanei, ed era un membro fondatore della Ladies Society, "una delle prime organizzazioni filantropiche a indagare sistematicamente sui personaggi e sulle circostanze di coloro che si sono rivolti a loro per l'assistenza". Tenne corrispondenza con filantropi come Jonas Hanway e organizzazioni caritatevoli, spesso consigliandoli su come utilizzare al meglio le risorse loro assegnate. 

## Vedovanza e morte
Lord Spencer morì il 31 ottobre 1783 a Bath. Uomo stravagante, lasciò il figlio con enormi debiti, ma, secondo Richard Milward, anche un "notevolmente aumento delle sue proprietà di famiglia e del suo prestigio essendo il datore di lavoro di importanti architetti e collezionista di dipinti italiani". A Lady Spencer piaceva giocare d'azzardo, ma abbandonò l'abitudine durante la sua vedovanza; avvertì le sue figlie dei pericoli di incorrere in ingenti debiti, sebbene i suoi avvertimenti rimasero in gran parte inascoltati.
Nel 1785, Henrietta diede alla luce una figlia, Caroline. Lady Spencer rimase con loro per dieci giorni per aiutare a prendersi cura della bambina, scoprendo che Caroline dormiva solo quando dormiva con sua nonna. Lady Spencer se ne andò quando fu soddisfatta che madre e figlia stessero "molto bene", sebbene tornasse spesso a visitare la famiglia. Prese un ruolo attivo nell'educazione di Caroline. Lady Spencer morì il 18 marzo 1814 a St Albans e fu sepolta dodici giorni dopo a Brington, nel Northamptonshire.